# 公共嘱託登記司法書士協会
公共嘱託登記司法書士協会（こうきょうしょくたくとうきしほうしょしきょうかい）は、司法書士法第68条に定められている法人。日本全国にある50の公共嘱託登記司法書士協会の連絡調整を行う全国組織として、全国公共嘱託登記司法書士協会協議会がある。

## 概要
公共嘱託登記司法書士協会は司法書士権能を法人に付与し、公共事業実施に伴い大量に発生する官公署の嘱託登記を適正・迅速に処理するため司法書士法68条に規定された社団法人である。嘱託登記の大きな特徴は、一般の登記申請手続は当事者の共同申請によるのが原則であるが、嘱託登記の手続は、官公署が権利者又は義務者であっても官公署からの一方的な嘱託によってなされる点にある。社員は司法書士・司法書士法人である。
同法では名称のなかに公共嘱託登記司法書士協会という言葉が入っている一般社団法人は、社員である司法書士及び司法書士法人がその専門的能力を結合して官庁、公署その他政令で定める公共の利益となる事業を行う者（以下「官公署等」という）による不動産の権利に関する登記の嘱託又は申請の適正かつ迅速な実施に寄与することを目的とし、かつ、次に掲げる内容の定款の定めがあるものに限り、設立することができる。
1. 社員は、その主たる事務所の所在地を管轄する法務局又は地方法務局の管轄区域内に事務所を有する司法書士又は司法書士法人でなければならないものとすること。
2. 前号に規定する司法書士又は司法書士法人が社員になろうとするときは、正当な理由がなければ、これを拒むことができないものとすること。
3. 理事の員数の過半数は、社員（社員である司法書士法人の社員を含む。）でなければならないものとすること。

## 全国の協会
＊ホームページを開設している協会（2014年1月現在）
| 名称                                        | 所在地                                    |
| ------------------------------------------- | ----------------------------------------- |
| 一般社団法人札幌公共嘱託登記司法書士協会    | 札幌市中央区大通西11-4 半田ビル           |
| 一般社団法人函館公共嘱託登記司法書士協会    | 函館市千歳町21-13 桐朋会館3階             |
| 社団法人宮城県公共嘱託登記司法書士協会      | 仙台市青葉区春日町8-1                     |
| 公益社団法人山形県公共嘱託登記司法書士協会  | 山形市緑町1-4-35                          |
| 公益社団法人秋田県公共嘱託登記司法書士協会  | 秋田市山王6-3-4 司法書士会館内            |
| 公益社団法人東京公共嘱託登記司法書士協会    | 東京都新宿区四谷本塩町9-3 司法書士会館2階 |
| 社団法人神奈川県公共嘱託登記司法書士協会    | 横浜市中区吉浜町1                         |
| 公益社団法人千葉県公共嘱託登記司法書士協会  | 千葉市美浜区幸町2-2-1 司法書士会館内      |
| 一般社団法人茨城県公共嘱託登記司法書士協会  | 水戸市五軒町1-3-16                        |
| 一般社団法人栃木県公共嘱託登記司法書士協会  | 宇都宮市幸町1-4 司法書士会館内            |
| 社団法人群馬県公共嘱託登記司法書士協会      | 前橋市本町1-5-4                           |
| 一般社団法人山梨県公共嘱託登記l司法書士協会 | 甲府市北口1-6-7                           |
| 公益社団法人長野県公共嘱託登記司法書士協会  | 長野市大字南長野妻科399                   |
| 公益社団法人愛知県公共嘱託登記司法書士協会  | 名古屋市熱田区新尾頭1-12-3 司法書士会館内 |
| 公益社団法人富山県公共嘱託登記司法書士協会  | 富山市安田町3-3                           |
| 一般社団法人大阪公共嘱託登記司法書士協会    | 大阪市中央区和泉町1-1-6                   |
| 一般社団法人兵庫県公共嘱託登記司法書士協会  | 神戸市中央区楠町2-2-3                     |
| 一般社団法人岡山県公共嘱託登記司法書士協会  | 岡山市北区駅前町2-2-12                    |
| 一般社団法人島根県公共嘱託登記司法書士協会  | 松江市南田町26                            |
| 社団法人徳島県公共嘱託登記司法書士協会      | 徳島市南前川町4-41                        |
| 公益社団法人福岡県公共嘱託登記司法書士協会  | 福岡市中央区舞鶴3-6-7 法務会館207号       |